# الجبهة السورية للتحرير
الجبهة السورية للتحرير هي فصيل سوري معارض يعمل ضمن الجيش الوطني السوري المدعوم تركياً، ويتكون من فرقة المعتصم وفرقة الحمزة وفرقة السلطان سليمان شاه والفرقة 20 ولواء صقور الشمال، تأسس في 9 سبتمبر 2021. سرعان ما بدأت الجبهة في التفكك بعد تشكيلها، مع انسحاب لواء صقور الشمال والفرقة 20 بحلول 14 أكتوبر وفرقة السلطان سليمان شاه بحلول 2 نوفمبر.

## الخلفية والتأسيس
تشكلت غرفة عمليات العزم في مناطق أعزاز وعفرين تحت رعاية جهاز المخابرات الوطنية التركية (MİT) في منتصف شهر تموز 2021 من قبل جبهة الشام وفرقة السلطان مراد، مع فرقة الحمزة وفرقة السلطان مالك شاه. وانضمت لاحقًا فرقة أحرار الشرقية وجيش الشرقية وجيش الإسلام. ومنعت الجبهة الشامية فرقة السلطان سليمان شاه (العشمات) من الانضمام إلى غرفة العمليات، رغم أنها انضمت إليها لاحقاً. بحلول 23 أغسطس، كانت فرقة الحمزة والعمشات ولواء صقور الشمال قد انسحبت من غرفة عمليات العزم، مما أدى إلى تطويق الجبهة الشامية لمعسكري حمزة والعمشات في حوار كلس والتهديد بمهاجمة المجموعات الثلاث إذا لم يعودوا إلى غرفة العمليات. تشكلت بعد ذلك جبهة التحرير السورية، أيضًا بأوامر من جهاز الاستخبارات التركية، كبديل لغرفة عمليات العزم. أقيم حفل تأسيس جبهة تحرير سوريا في 9 أيلول/سبتمبر وسط مدينة الباب. ورفض محمد الجاسم (أبو عمشة)، زعيم العمشات، حضور الحفل، وأرسل شقيقه بدلاً من ذلك، مما دفع قيادة جبهة تحرير سوريا إلى التهديد بطرده. بينما تؤكد قيادة الجبهة على التكامل التام بين المجموعات الخمس تحت قيادة موحدة، قال فراس فحام، الباحث المقيم في إسطنبول، إنها لا تزال منفصلة. كما قال صحافي مستقل مقيم في المنطقة، إن "هذه التشكيلات للاستعراض فقط وليست موحدة على أرض الواقع، وكل فصيل لا يزال لديه قياداته وأعضاءه الذين لا يأخذون أوامرهم من قادة الفصائل الأخرى، وهذه التشكيلات تهدف فقط إلى تحقيق أهدافها". لحماية نفسها، فكلما شعرت الفصائل بالتهديد، قامت بتشكيل هيئات عسكرية جديدة لحماية نفسها، ولكن بمجرد زوال التهديد، تنهار التشكيلات".

## القيادة والتنظيم

### القادة
خلال حفل تأسيس الجبهة السورية للتحرير في 9 سبتمبر 2021، عُين المعتصم عباس، زعيم فرقة المعتصم، رئيساً للقوات المسلحة في الجبهة، وقائد فرقة حمزة، سيف بالود، كنائب له. وأصبح الزعيم السياسي المعتصم مصطفى سيجاري زعيم المكتب السياسي للجبهة. في 4 أكتوبر، أعلنت الجماعة تعيين محمود البوشي قائدًا عامًا لها في مناطق شمال وسط وشمال شرق سوريا التي استولى عليها خلال هجوم 2019، مع خليل خيرية نائبًا له. وعُين العقيد إبراهيم دعاس الحربي قائداً للقطاع الشرقي للمنطقة، والرائد محمد رياض نورة قائداً لقطاع رأس العين، ونور طلاس قائداً لقطاع تل أبيض. بالإضافة إلى المجموعات الأعضاء المؤسسية الخمس، انضمت فرقة القوات الخاصة بقيادة عبد الله حلاوة إلى الجبهة في 28 سبتمبر 2021. وتشكلت الفرقة خلال هجوم شمال غرب سوريا (ديسمبر 2019-مارس 2020) وتتكون من 1550 مقاتلاً منتشرين في محافظتي إدلب وحلب وتل أبيض ورأس العين، وتتركز أكبر قوة لها في إدلب بـ 800 مقاتل. وكان حلاوة في السابق قائداً عسكرياً لفرقة الحمزة قبل أن ينفصل عنها ويشكل فرقة القوات الخاصة. وأفاد مصدر مجهول لـ أورينت نيوز أن الفرقة 20 طالبت بالسيطرة على المكتب السياسي للجبهة. وعندما رفضت قيادة الجبهة الطلب، انسحبت الفرقة بقيادة أبو برزان من الجبهة. كما انسحب لواء صقور الشمال بحجة تأخر وصول رواتب أعضائه. وفي 14 أكتوبر، انضمت الفرقة 20 إلى غرفة عمليات العزم. وطالبت غرفة عمليات العزم لواء صقور الشمال الذي انسحب أيضاً من الجبهة السورية للتحرير، بتسليم المتورطين في تعذيب أحد الأسرى، وهو ما استجاب له لواء صقور الشمال وعاد إلى غرفة عمليات العزم.
في 2 نوفمبر، غادرت فرقة السلطان سليمان شاه الجبهة السورية للتحرير للانضمام إلى حركة الثوار، وهي جزء من غرفة عمليات العزم. ويقال إن انسحاب الفصائل الثلاثة من الجبهة يعود إلى سيطرة فرقتي الحمزة والمعتصم على الجبهة، المنافستين لجبهة الشام وفرقة السلطان مراد، وهما المجموعتان المهيمنتان في غرفة عمليات العزم.

## التاريخ
في 1 تشرين الثاني/نوفمبر، أعلن الزعيم السياسي للجبهة السورية للتحرير، مصطفى سيجاري، استعداد الجبهة للمشاركة في هجوم جديد بقيادة تركيا ضد قوات سوريا الديمقراطية لاحتلال الإدارة الذاتية لشمال وشرق سوريا. أفيد في وقت لاحق من شهر تشرين الثاني/نوفمبر أن فرقتي الحمزة والمعتصم كانتا تجريان مفاوضات مع غرفة عمليات العزم للانضمام إلى الفيلق الثالث تحت غرفة العمليات. كما زعمت غرفة العمليات أن عبد الله حلاوة قائد فرقة القوات الخاصة فر إلى تركيا بعد اتهامه بالتهريب والاتجار بالمخدرات.

## أنظر أيضا
- الجبهة الوطنية للتحرير